# Persema Malang
Le Persema Malang est un club indonésien de football basé à Malang.